# Li Yuanchao

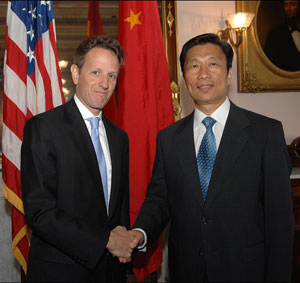
Li Yuanchao amb el Secretari del Tresor dels EEUU, Timothy Geithner

En aquest nom xinès, el cognom és Li
Li Yuanchao (xinès simplificat: 李源潮; pinyin: Lǐ Yuáncháo) (20 de novembre de 1950, Lianshui, província de Jiangsu, Xina) és un polític xinès que fou vicepresident de la Republica Popular de la Xina entre 2013 i 2018.

## Biografia

### Família
Els seus pares, Li Gangcheng (antic vice-alcalde de Xangai) i Lu Jiying van ser revolucionaris comunistes.
Li està casat amb Gao Jianjin, professora de música al Conservatori de Pequín. Tenen un fill, Li Hanjin, diplomat en gestió financera per la Universitat de Fudan, que durant un temps ha treballat com a representant de l'empresa farmacèutica Novartis als Estats Units.

### Formació
Inicialment va estudiar a l'Escola Nayang a Xangai, on va graduar-se l'any 1966, just abans que comencés el procés de la Revolució Cultural, que el va enviar a una granja agrícola a Defeng, a 100 km del seu lloc de naixement.
Li va estudiar matemàtiques en dues etapes, 1972 a 1974 a la Universitat Normal de Xangai i de 1978 a 1982 a la Universitat Fudan.
A la Universitat de Pequín ha obtingut el "màster" en Gestió Econòmica (1988-1991) i a l'escola del Comité Central del PCX el títol de Doctor en Dret (1998).
Posteriorment va completar la seva formació en temes d'Administració Pública i Governança a la "Kennedy School" de la Universitat Harvard, en un programa dissenyat de forma específica per a dirigents xinesos.

### Activitat docent
En diverses etapes ha fet de professor; a l'escola de secundària de Nanchang (1974-1975), a l'escola professional de Luwan a Xangai (1975-1978) i al Departament de Gestió de la Universitat de Fudan (1982-1983).

### Carrera política
Membre del Partit Comunista des de l'any 1978.
Va començar la seva activitat política com a Secretari adjunt i posteriorment Secretari de la branca general de la Lliga de les Joventuts comunistes a la Universitat de Fudan (Xangai) (1978-1982) i més tard un càrrec similar a l'Ajuntament de Xangai, l'any 1983, any que passa a ser membre del Secretariat del Comitè Central de la Lliga de Joventuts Comunistes (1983-1990). Ocupant aquest càrrec, durant els incidents de la Plaça Tiananmen, i segons alguns mitjans de comunicació, com el "Daily Telegraph", Li va subministrar aliments i aigua als manifestants de la plaça, actuació que li va costar les crítiques del primer ministre del moment Li Peng.
En el període 1990-1996 va ser Director del primer Buró del grup de comunicacions internacionals del Comitè Central del PCX,i Director Adjunt del Buró d'informació del Consell d'Assumptes d'Estat, de 1996 a 2000, vice-Ministre i secretari adjunt del grup de direcció del partit al Ministeri de Cultura. Posteriorment va ocupar càrrecs a la província de Jiangsu i a Nanjing (2000-2007).
A partir de 2007 s'incorpora al Buró Polític del Comitè Central del PCX, com a membre del Secretariat del Comitè i cap del Departament d'Organització.
El 14 de març de 2013 és escollit pel 12è Congrés de l'Assemblea Nacional Popular a Pequín, com a vicepresident de la República Popular de la Xina.
En general se'l considera com un polític reformador, conjuntament amb el President Xi Jinping i el Primer Ministre Li Keqiang, i molt pròxim a Hu Jintao i lluitador contra la corrupció i partidari de la democràcia interna dins el partit.
El 2005 va ser nomenat President honorari de la Creu Roja xinesa.